# Overnight Sensation
Overnight Sensation — тринадцятий студійний альбом англійської групи Motörhead, який був випущений 15 жовтня 1996 року.

## Композиції
1. Civil War — 3:01
2. Crazy Like a Fox — 4:32
3. I Don't Believe a Word — 6:31
4. Eat the Gun — 2:13
5. Overnight Sensation — 4:10
6. Love Can't Buy You Money — 3:06
7. Broken — 4:34
8. Them Not Me — 2:47
9. Murder Show — 3:03
10. Shake the World — 3:29
11. Listen to Your Heart — 3:45

## Склад
- Леммі Кілмістер — вокал
- Філ Кемпбелл — гітара
- Міккі Ді — ударні